# Цешинский повет
Цешинский повят (пол. Powiat cieszyński)  —  повят (район) в Польше, входит как административная единица в Силезское воеводство. Центр повята  —  город Цешин. Занимает площадь 730,2 км². Население — 177 716 человек(на 30 июня 2015 года).

## Административное деление
- города: Цешин, Устронь, Висла, Скочув, Струмень
- городские гмины: Цешин, Устронь, Висла
- городско-сельские гмины: Гмина Скочув, Гмина Струмень
- сельские гмины: Гмина Бренна, Гмина Хыбе, Гмина Дембовец, Гмина Голешув, Гмина Хажлях, Гмина Истебна, Гмина Зебжидовице

## Демография
Население повята дано на 30 июня 2015 года.
| Перепись            | Всего   | Мужчины | Женщины |
| ------------------- | ------- | ------- | ------- |
|                     | чел.    | чел.    | чел.    |
| Всего               | 177 716 | 81 180  | 91 536  |
| Городское население | 81 109  | 38 567  | 42 542  |
| Сельское население  | 96 607  | 47 613  | 48 994  |